# Sandalodes bernsteini
Sandalodes bernsteini là một loài nhện trong họ Salticidae.
Loài này thuộc chi Sandalodes. Sandalodes bernsteini được Tord Tamerlan Teodor Thorell miêu tả năm 1881.